# BL 16″/45 Mark I
BL 16″/45 Mark I е британско корабно оръдие с калибър 406 mm с дължина на ствола от 45 калибъра. BL – на английски: Breech-Loading – казеннозарядно оръдие, 16″ – калибър в инчове (16 инча или 406 мм), 45 – дължината на ствола в калибри. Първоначално е предназначено за въоръжение на линейните крайцери от типа „G3“. Оръдията са поръчани през 1921 г. на фирмата Армстронг. Обаче в резултат на Вашингтонската конференция от 1922 г. по ограничаване на гонката в морските въоръжения строителството на линейните крайцери е отменено. След незначителна промяна в конструкцията тези оръдия са произведени за два британски линкора – „Нелсън“ и „Родни“. На всеки кораб са поставени три триоръдейни кули, с обозначението Mark I. Всички три кули се намират в носовата част на линкора и се наричат с буквите „A“, „B“ и „X“.
Оръдията 16″/45 Mark I са единствените британски казеннозарядни оръдия с калибър 406 мм, състояли на въоръжение. Тези оръдия стават последните британски оръдия, произведени чрез скрепяване на ствола с тел. Много специалисти оценяват тези оръдия като не много удачни, тъй като по сравнение с 15-дюймовите оръдия Mark I тези оръдия обладават малко по-голяма бронепробиваемост при по-лоши параметри на скорострелността, надеждност, точност на стрелбата и живучест на ствола.

## История на разработването
След края на Първата световна война британските специалисти започват да разработват облика на новото поколение линейни крайцери и линкори. В качеството на основно въоръжение за тези кораби се разглеждат оръдия с калибър 381, 406, 420 и 457 мм. В същото време за ВМС на САЩ и Япония се строят линкор и линейни крайцери с 406-мм артилерия, и постъпват данни за разработката на проекти за нови капитални кораби с 457-мм оръдия. Британците разработват редица варианти за линейни крайцери с въоръжение от 381-мм, 420-мм и 457-мм оръдия. 381-мм оръдия се считат за недостатъчно мощни. От 457-мм варианти в приемлива водоизместимост се вписва само варианта „H3“ с поставянето на шест оръдия в две триоръдейни кули. Намаляването на броя на оръдията усложнява управлението на огъня и снижава възможностите за водене на огън по всички направления. За това в последващите работи влиза варианта „G3“ с въоръжение от девет 420-мм оръдия. Но този калибър не се харесва много на британските адмирали, пък и по тегло не е много подходящ. В крайна сметка за новите линейни крайцери, за първи път в историята на Кралския флот, е избран калибъра 406 мм. За въоръжение на линкорите от типа „№3“, работите над които вървят паралелно, е избран калибъра 457 мм. На двата проекта се използва разполагане на оръдията в триоръдейни кули. Това решение е предизвикано от желанието да се намали общото тегло на кулите на оръдията на главния калибър.
След войната сред специалистите се разгорят горещи дискусии за избора на необходимите начална скорост и маса на снаряда. Традиционно в английския флот се използва относително тежкия снаряд с невисока начална скорост. В немския флот се придържат към концепцията за лек снаряд с висока начална скорост. За приключването на тези спорове е решено да се проведат редица тестове. Изпитанията се провеждат със стрелби от 343-мм оръдия със снаряди с маса 567 и 635 кг. Опитите се провеждат при еднаква скорост на попаденията и показват, че тежкия снаряд по-добре пробива бронята при косо попадение. Обаче ако лекия снаряд проникне през броневата плоча цял, то в тежкия 635-кг снаряд са открити редица недостатъци. При пробиването на плочите под определени ъгли тежкия снаряд може да се отклони от траекторията поради по-голямата си маса. Също при попадение при по-дългия снаряд възниква сътресение на неговия корпус, често водещо до разрушаването на снаряда. В резултат снарядът прониква зад броневата плоча в повредено състояние, което снижава неговото задбронево въздействие.
Също са проведени стрелби с 381-мм снаряд по плоча с дебелина 305 мм с ъгъл на отклонение от перпендикуляра 20°. Само два снаряда проникват зад бронята без да се разрушат. При стрелба по покрива на оръдейна кула с дебелина 127 и 152 мм при ъгли на среща до 60° снарядът рикошира, при това чупи бронята, след което част от осколките попадат вътре. Ъгъл на среща от 60° съответства на далечина на стрелбата от 22,8 км. Направен е изводът, че до тази дистанция 381-мм снаряд няма да пробие покрив с дебелина 178 мм. Според резултатите на тези изпитания от началника на управлението по морски въоръжения (на английски: Director of Naval Ordnance), Ралф Крук, са дадени препоръки за използването на по-лек снаряд с висока начална скорост. Той смята, че такъв снаряд на малки дистанции обладава по-добра бронепробиваемост за сметка на по-голямата си скорост, а при големите дистанции – за сметка на по-големия ъгъл на среща с хоризонталната броня. В периода септември – октомври 1921 г. за окончателната проверка на тези предположения са проведени опити с лек и тежък 381-мм снаряд. Данните за резултатите от тези изпитания липсват, но, най-вероятно, те потвърждават предположенията на началника на управлението по морски въоръжения, тъй като за новите 406-мм оръдия е приета комбинацията „висока скорост и лек снаряд“. Опитът от последващата експлоатация на оръдията, създадени според този принцип, показва, че решението е погрешно.
Разработката на оръдията и кулите за тях се води в течение на 1921 г. от фирмата Армстронг в Елсуик. Издадена е поръчката за първите 18 оръдия. В резултат на вашингтонското съглашение, на 18 ноември 1922 г., поръчката за линейните крайцери от типа „G3“ е отменена. Работите по производството на оръдията са спрени. Обаче според същото това съглашение Великобритания получава правото да построи два линкора с оръдия с калибър до 406 мм и стандартна водоизместимост до 35 000 тона. За новите линкори е решено да се използват кулите и оръдията, по-рано поръчани за „G3“.

## 16-дюймовото оръдие Mark I
Оръдието се състои от коничен лайнер с два пояса в задната част на разстояние 14081,8 мм (554,4 дюйма) от дулния срез, тръба „A“, по цялата си дължина укрепена с намотка от тел, тръба „B“, кожух и затворен пръстен. Буталното гнездо е закрепено в тръба „А“ и стопира лайнера. Оръдието има бутален затвор система „Уелин“ (Welin breech block), привеждан в действие от хидравличния механизъм на Асбури ((на английски: hydraulic Asbury mechanism). Теглото на затвора с механизма му съставлява около два английски тона 2032 кг).
Ствола на оръдието е с нарези, направен по технологията за укрепване с тел. На един ствол се намотават около 250 км тел. Недостатъци на тази технология са малката надлъжна здравина, вибрации при изстрел и по-голяма маса в сравнение със стволовете, укрепени с цилиндри.
Оръдието е разчетено за изстрелване на 929-кг снаряд със скорост от 828 м/с. Първото оръдие постъпва за изпитания на 15 март 1926 г. Веднага се проявяват проблемите, свързани с комбинацията „лек снаряд/висока скорост“. С работен заряд с тегло 238 кг оръдието придава на снаряда разчетна скорост 929 м/с, обаче след всеки изстрел скоростта пада с 0,52 м/с, което говори за силно износване на канала на ствола. При стрелба с пълни заряди разчетната живучест на ствола трябва да бъде 180 изстрела. Износването също води до неточност при стрелбата. Своята роля изиграва и приетата в английския флот голяма дължина на главата на снаряда. Тя способства за намаляване на падането на скоростта на снаряда в процеса на полета, обаче в комбинация с лекия снаряд такова решение води до повишена вибрация на късия корпус на снаряда при неговото движение по канала на ствола.
С цел снижаване на този недостатък е изменена формата на зарядната камера и е намален нейния обем – от 573 548,6 см³ до 491 613 см³, а масата на заряда е намалена от 238 до 231 кг. По-късно е разработена нова модификация на нарезката на ствола (с обозначението „нарезка втора модификация“ – на английски: Mark II rifling), внедряването на която позволява да се намали износването на ствола. Също е изменена формата на водещите пръстени на снаряда. Всички тези мерки увеличават живучестта на ствола до 200 – 250 изстрела и намаляват снижаването на падането на началната скорост при всеки последващ изстрел до 0,35 м/с. Обаче даже с цената на по-ниската начална скорост на снаряда не са достигнати показатели по точност и ефективност, сравними с по-старото 381-мм оръдие Mark 1.
Всичко са произведени 29 оръдия. Оръдия № 1 – 10 са произведени от фирмата Армстронг, № 11 – 18 от фирмата Викерс в Глазгоу, № 19 – 23 от фирмата William Beardmore & Company в Глазгоу и № 24 – 29 – от Кралския арсенал в Улич.
При влизането им в строй всички оръдия на линкорите „Родни“ и „Нелсън“ имат нарезка „Mk 1“. Изменението на модификацията на нарезите от „Mk 1“ на „Mk 2“ става в хода на експлоатацията при замяната на вкладната цев (лайнера). На линкора „Нелсън“ изменението на нарезката на оръдията на кули „B“ и „X“ е направено през май 1944 г., а на кула „A“ – едва през март 1945-а. На линкора „Родни“ две оръдия на кула „B“ получават новата нарезка през декември 1937 г., а оръдията на кула „A“ получават нарезката през февруари 1942 г. Оръдията на кула „X“ до края на експлоатацията им имат нарезка от типа „Mk 1“.
| Характеристики                                                         | Оръдие с нарези Mk 1                                                                                               | Оръдие с нарези Mk 2                                                                                               |
| ---------------------------------------------------------------------- | --- | --- |
| Маса на ствола със закрепването                                        | 109,7 т (108 дълги тона)                                                                                           | 109,7 т (108 дълги тона)                                                                                           |
| Маса на ствола без закрепването                                        | 107,7 т (106 дълги тона)                                                                                           | 107,7 т (106 дълги тона)                                                                                           |
| Дължина на оръдието                                                    | 18,852 м (742,2 дюйма)                                                                                             | 18,852 м (742,2 дюйма)                                                                                             |
| Дължина на канала на ствола                                            | 18,288 м (720 дюйма)                                                                                               | 18,288 м (720 дюйма)                                                                                               |
| Дължина на нарезите                                                    | 14,909 м (586,96 дюйма)                                                                                            | 14,959 м (588,95 дюйма)                                                                                            |
| Стъка на нарезката                                                     | дължина на хода на нарезите от 30 калибра                                                                          | дължина на хода на нарезите от 30 калибра                                                                          |
| Нарези                                                                 | 80 нареза дълбочина 3,43 × 9,577 мм (0,135 × 0,377 дюйма)                                                          | 96 нареза дълбочина 3,15 × 8,865 мм (0,124 × 0,349 дюйма)                                                          |
| Ширина на полето на нарезите                                           | 6,380 мм (0,2512 дюйма)                                                                                            | 4,432 мм (0,1745 дюйма)                                                                                            |
| Обем на зарядната камера                                               | 576,9 дм³ (35 205 дюйма³)                                                                                          | 576,9 дм³ (35 205 дюйма³)                                                                                          |
| Скорострелност                                                         | 1,5 изстрела в минута (първите четири изстрела – един изстрел за 40 секунди, след това един изстрел за 45 секунди) | 1,5 изстрела в минута (първите четири изстрела – един изстрел за 40 секунди, след това един изстрел за 45 секунди) |
| Начална скорост на 929-кг снаряд (заряд SC280 с маса 224,5 кг)         | 788 м/с | 797 м/с |
| Максимална далечина на стрелбата (40°, бронебоен снаряд с маса 929 кг) | 35 745 м | 36 345 м |

## Триоръдейната кула Mark I

### Конструкция на кулата
До Първата световна война кулите на големия калибър в английския флот са двуоръдейни, и поради това опит в разработката на триоръдейни кули практически липсва. При работата над конструкцията на триоръдейната установка британците се сблъскват с множество проблеми в компоновката на кулите, нейните тегло и габарити, удобството за обслужването на различните механизми и, най-вече, на механизмите за зареждане на средното оръдие.
Снарядите и зарядите в триоръдейната установка се подават с помощта на избутващ механизъм във вертикално положение, за разлика от приетото по-рано хоризонтално подаване. Голямо внимание е отделено на защитата на кулата и боезапаса от пожари и взривове, които стават причина за гибелта на три английски линейни крайцера в Ютландското сражение. За защита на подкуполните помещения от фронта на пламъка са използвани голям брой непроницаеми за пламъци люкове и кухини за комуникациите за подаване на боезапаса. Подемникът за кордитния барут в горната и долната си части има непроницаеми за пламъци затвори против фронт на пламъци и взривни клапани отстрани на устройствата за подаване. В резултат на тези мерки остават само две опасни за кордитните заряди места: в претоваръчното отделение между погребите и подемниците и непосредствено около оръдията.
Зарядните погреби имат отвори-шлюзове с квадратна форма с размер 457×457 мм и защита от леки стоманени плочи. Шлюзовете са водонепроницаеми и имат защита от проникване на пламък навътре. Още през 1919 г. е решено да се откажат от взривни клапани в погребите, тъй като се счита, че те не са защитени от пробив на фронт на пламъка навътре.
В хидравличната система на кулите е използвано масло вместо по-рано използваната вода, което позволява използването на стоманени тръби вместо медни. Това намалява теглото и поевтинява конструкцията, обаче води до по-чести течове. Налягането в системата се създава от помпа със задвижване от 750-силен парен двигател. Всяка кула има и резервна помпа, разположена в нейната неподвижна част.
| Характеристики на кулата Mk 1                  | Характеристики на кулата Mk 1 |
| Характеристика                                 | Стойност                      |
| ---------------------------------------------- | ----------------------------- |
| Тегло на въртящата се част, т                  | 1487 – 1507                   |
| Диаметър по лагерната пътечка                  | 10,06                         |
| Вътрешен диаметър на барбета                   | 11,43                         |
| Разстояние между осите на оръдията, м          | 2,489                         |
| Откат, см                                      | 113                           |
| Максимална скорост на подем на оръдията, °/с   | 10                            |
| максимална скорост на завъртане на кулата, °/с | 4                             |
| Ъгъл на подем на ствола                        |                               |
| максимум                                       | 40°                           |
| минимум                                        | −3°                           |
| ъгъл на зареждане                              | 3°                            |
| ъгъл на завъртане на кулата                    |                               |
| кула A                                         | ±150°                         |
| кула B                                         | ±160°                         |
| кула X                                         | от 60 до 120° по всеки борд   |
| Броня, мм                                      |                               |
| чело                                           | 398                           |
| борд                                           | 274 – 224                     |
| задна част                                     | 224                           |
| покрив                                         | 180                           |

Щатът на кулата според разписанието за военно време се състои от 89 души за кули „A“ и „X“ и 101 души за кула „B“. Увеличението на щата за кула „B“ е свързано с това, че в нея, за разлика от крайните кули с подаване на снарядите и зарядите от погребите в кулата само от една страна, това подаване се осъществява от две страни.
| Щат на кула Mk 1, души              | Щат на кула Mk 1, души | Щат на кула Mk 1, души |
| Отделение                           | Кули „A“ и „X“         | Кула „B“               |
| ----------------------------------- | ---------------------- | ---------------------- |
| Бойно отделение                     | 23                     | 23                     |
| Претоваръчно отделение за кордита   | 16                     | 16                     |
| Претоваръчно отделение за снарядите | 12                     | 12                     |
| Заряден погреб                      | 19                     | 25                     |
| Снаряден погреб                     | 19                     | 25                     |
| Всичко                              | 89                     | 101                    |

### Основни промени в сравнение с първоначалния проект за кули за G3
Новите линкори са построени с твърди ограничения по водоизместимост, за това на предно място излиза задачата за икономия в тегло. В проекта за 406-мм оръдия и кули са направени редица изменения, с цел да се олекоти конструкцията. На първо място е намалена дебелината на плочите броня:
| Параметри на бронирането      | кули по проект за G3 | кули на линкора „Нелсън“      |
| ----------------------------- | -------------------- | ----------------------------- |
| челна плоча, мм               | 431,7                | 406                           |
| странична плоча, мм           | 330                  | 280                           |
| покрив, мм                    | 203                  | 184                           |
| тегло на въртящата се част, т | 1830 – 1900 тона     | 1503,7 тона (1480 дълги тона) |

Също са предприети редица други мерки, свързани както с намаляване на теглото, така и с увеличаване на изискванията за взривобезопасност:
- В хидравличните системи вместо вода (традиционно решение за Кралския флот) е използвано масло. Това позволява да се използват стоманени тръби вместо тежките и скъпи медни, но експлоатационните характеристики се влошават (течовете се случват по-често).
- Индивидуалните снарядни колички за всяко оръдие са заменени с една за всичките три оръдия. Това значи, че оръдията могат да се зареждат само едновременно. Тък като средното оръдие на практика стреля отделно от страничните, това води до забавяне на цикъла на зареждане.
- Количките за кордита са сменени с бункери, което води до увеличаване на щата на кулата.
- На линията за подаване на кордит е увеличен броят на пламъконепроницаемите врати и люкове, което води до забавяне в цикъла на подаване. Пътят за преминаване на кордитните заряди, освен това, е и по-дълъг, за това времето за подаване на кордита съставлява 45 – 55 секунди (срещу 35 – 45 секунди при подаването на снарядите).
- Диаметърът на лагерното гнездо, поддържащ въртящата се част, е намален от 18 дюйма (457 мм), което впоследствие, най-вероятно, става и основната причина за увеличаването на износването на лагерните пътища. Също в конструкцията на кулите за „G3“ има вертикалните ролки, които са поставени на кулите на „Родни“ и „Нелсън“ за намаляване на изхабяването на линията на пътя на лагерите.
- За намаляването на теглото на кулата част от стоманените конструкции е заменена с конструкции от леки, но и по-крехки сплави. Редица механизми също така са заменени с по-леки (но и по-малко надеждни).

### Описание на процеса на подаване на боеприпасите
Снарядите в погребите се съхраняват легнали хоризонтално на стелажи. Самите снарядни погреби са разположени около помещение, наречено „снарядно претоваръчно отделение“. Снарядите с помощта на щипки се вдигат от стелажите и по система от окачни релси се преместват към табла с два жлеба. Таблата стои до стената на претоваръчното отделение и може да се премества така, че всеки от жлебовете може да се позиционира между люка на претоваръчното отделение и досилателя. При преместването на снаряда в претоваръчното отделение се отваря водонепроницаем люк. Досилателят бута снаряда от таблата на въртяща се табла в претоваръчното отделение. След връщане на досилателя в изходно положение водонепроницаемия люк се затваря. Докато един от снарядите се премества от таблата в претоваръчното отделение, вторият жлеб на таблата може да се използва за натоварване на снаряд от погреба.
Вътре в снарядното претоваръчно отделение е разположена въртяща се подавъчна тръба. С нея се съединяват два назъбени пръстена, които се преместват в противоположни направления и имат собствено задвижване. По пръстените се преместват четири снарядни колички, разположени на всеки 90°. Когато три снаряда от различните снарядни погреби се поставят на въртящите табли, количките, въртящи се около подавъчната тръба, се установяват в положение „към кораба“ и се блокират. Всички три въртящи се табли се насочват така, че снарядите да са надлъжно на жлебовете на количките. Вграден тласкач премества снаряда от таблата на количката. След това въртящия се зъбен пръстен се съединява с количката чрез сложна система от механизми и муфи. Трите колички, с помощта на зъбен механизъм, се завъртат на 90°, поставяйки снарядите във вертикално положение. След това количките се разблокират, съединявайки се с напречния транспортьор и се преместват около податъчната тръба, заставайки срещу подемниците към оръдията. Трите индивидуални подемника към всяко оръдие са разположени в кръг, през 90°. Така, една от четирите колички не се използва и обикновено стои във вертикално положение. Тя може да се използва като резервна при повреда на една от дригите. Задвижването на количките е общо, и може да се управлява от всеки от четирите пулта, ръчките на които са механично свързани.
В първоначалния проект количките могат да се преместват независимо, но в окончателната конструкция те са свързани и се преместват само заедно. Това е определен недостатък: за 381-мм кули всяко от оръдията може да се зарежда, като в същото време другото се насочва към целта, на „Нелсън“ оръдията могат да се зареждат само едновременно. След преместването на количките към елеваторите зъбния пръстен се блокира в положение „към кулата“, и след това количките се въртят заедно с кулата. Сега количките са готови с помощта на вградения досилател да подадат снаряда в елеватора. За предотвратяване на проблем при подаването се използват ред механични блокировки. Така например, невъзможно е да се свали блокирането „към кораба“, докато всички колички не заемат вертикално положение, а досилателя на количката не може да се включи, докато тя се е присъединена към подавачната тръба.
Между количката и елеватора се намира цилиндричен барабан, така наречения „сандък“ (на английски: scuttle). Този „сандък“ прилича на барабан на револвер, с място за два снаряда. В барабана снарядите се разполагат по края, на диаметрално противоположни страни. Барабанът трябва да е блокиран, преди досилателя от количката да подаде снаряда. След поместването в барабана на снаряда той се завърта с половин оборот, премествайки снаряда към долната част на тръбата на елеватора. Едновременно празното гнездо в барабана се завърта към количката и е готово за зареждане в него на следващия снаряд.
Задвижването на барабана е проблемно място, и се забелязват постоянни проблеми с правилното позициониране на барабана. В края на краищата през 1936 г. автоматичното управление е демонтирано, и барабаните са снабдени с ръчно управление. При това за управление на всеки от трите барабана е добавен по един член на екипажа. Снарядът се подава в бойното отделение с помощта на тласкач със захват във вид на храпов механизъм. След като всички снаряди са подадени в елеваторите, количките се отблокират и се връщат към най-близките въртящи се табли. Процесът се повтаря, докато всички три елеватора не са запълнени със снаряди. Във всеки елеватор вертикално могат да се поставят четири снаряда, при т.е. първият се намира на нивото на бойното отделение. Като цяло в елеваторите може да има до 12 тона снаряди.
В зарядното претоваръчно отделение шестте части на зарядите се поставят в редици по три в зарядния бункер. След това зарядите се избутват в двуканален съд. Въжените подемници на съда се вдигат във вертикално положение и с едно движение се качват в бойното отделение. Тук съдът със зарядите, заедно със снаряда, остават в очакване за поставяне в камера.
|  |  |  |  |

Работа с боеприпасите в бойното отделение
Като цяло зареждането на боеприпасите в оръдията е идентична за трите оръдия в кулата. Единствената разлика е само в това, че затворът на лявото оръдие се отваря наляво, а затворите на централното и дясното оръдия се отварят надясно. Зареждането от това не се променя особено, просто разположението на изходите на елеваторите е асиметрично. Следва да се отбележи, че в САЩ се използва отваряне на затвора не отстрани, а надолу, за това там всички три оръдия са еднакви.
Оръдейния разчет се състои от трима души. Командирът на разчета работи с ръчките за управление на зареждането на боеприпаса и системата за продухване на камерата от останките на изгорелите картузи. № 2 в разчета управлява електрическата верига на стрелбата и системата за продухване на ствола от продуктите на горене (ежекцията) при отваряне на затвора. № 3 работи със снарядния и зарядния елеватори. Наличието на снаряд в горната част на елеватора се наблюдава непосредствено, а готовността за зареждане на заряди се контролира с помощта на пластина на механичен телеграф, които показва надпис „Таблата е с товар“ (на английски: Cage Loaded), когато зарядите са готови за качване.
Първи започва работа командирът на разчета. Той поставя ръчката в положение „затворен затвор“ (Lock Slide). Оръдието се привежда в положение за зареждане – към ъгъл на възвишение 3° – и се блокира със специално заключване. Същата ръчка се премества встрани в положение „Наклон на таблата“ ('Tilt Tray'). При това автоматично се отваря затворът.
В горната част на снарядния елеватор има тава, която се отклонява заедно със снаряда в положение с наклон от 3°. Купата със зарядите, прикрепена към зъбно колело, се завърта също на ъгъл от 3°. В този момент купата все още се намира от другата страна на затвора. Когато таблата със снаряда се спуска в положение за зареждане, напречният механизъм придвижва съда към снарядната табла.
Командирът на разчета поставя втората ръчка в положение „придвижване на снаряда“. С верижен секционен прибойник снарядът се вкарва в камерата, врязвайки се с водещите си пояси в началото на нарезите. Прибойника се връща в изходно положение. Блокът със зарядите се придвижва от напречния механизъм за подаване със стъпка, и първите три части на заряда се оказват при входа на камерата.
Същата ръчка командирът на разчета поставя в положение „преместване на кордита“. Прибойникът пак се премества, но неговото движение е автоматично ограничено, тъй като кордита трябва да се премести на по-малко разстояние. При връщането на прибойника в изходно положение механизмът премества съда и снарядната табла с още една стъпка. Втората тройка заряди се поставя в положение за зареждане. Прибойникът ги бута в камерата, премествайки при това и първата тройка заряди. След това се прави обратно преместване – снарядната тава се връща във вертикално положение, съдът за зарядите се преобръща и се връща в елеватора. Затворът се затваря и се вкарва запалната тръбичка. Оръдието се отблокира и управлението на подема на ствола се предава на наводчика. № 3 от разчета спуска зарядния съд надолу в претоваръчното отделение за пълнене и изважда от елеватора следващия снаряд.
В задните ъгли на бойното отделение има площадка за резервно съхраняване на снаряди. До него има въртящи се кранове, с помощта на които снарядите през специални люкове могат да се спускат обратно в снарядното претоваръчно отделение. Тъй като щатната система за подаване на снаряди няма обратен ход, тези площадки се използват за смяна на типа боеприпас – например, от бронебойни към фугасни. Снарядите от елеваторите при страничните оръдия се свалят непосредствено от крановете, но те не достигат до централното оръдие, и за сваляне на снаряд от централния елеватор има специална система от стропове.

## Прибори за управление на артилерийския огън
На британските линкори има централизирана система за управление на стрелбата. За управление на стрелбата на главния калибър на линкорите от типа „Нелсън“ са предназначени два командно-далекомерни поста (КДП) в носовия и кърмовата части с 4,57-метрови далекомери. Въртящата се част на КДП е защитена от осколки с 25—50-мм броня и има маса 24,4 тона. КДП има хидравлично задвижване с помпа, задвижвана от електромотор и осигуряваща въртене със скорост 9 градуса в секунда. Има и резервен команден пост, над бойната рубка, защитен със 127-мм броня. На линкора „Нелсън“ той е демонтиран 1944 – 1945 г.
Централният артилерийски пост (ЦАП) е снабден със система за контрол и управление на стрелбата и предаване на данните адмиралтейски тип (модификация на прибора на Дрейер). ЦАП осигурява връзката КДП и оръдията и превключване на управлението между КДП. Освен това, всяка кула има далекомер с 12,5-метрова база. В течение на Втората световна война са поставени артилерийските радари „Type 284“. Антената на радара е разположена на покрива на КДП. Прототипът на радара е изпробван на „Нелсън“. Той работи в L-диапазона (дължина на вълната 50 см) и има далечина на засичане до 22 км (24 000 ярда). Първият сериен радар е поставен на линкора „Кинг Джордж V“ и е използван от него в боя против немския линкор „Бисмарк“.

## Характеристики и свойства на боеприпасите
Изстрелът за 406-мм оръдия Mk I е разделен. Използват се бронебойни и фугасни снаряди. Зарядът кордит от картузен тип се състои от 6 части.
Първоначално зарядът има маса 238 кг, обаче за намаляване на проблемите с износването на ствола тя е намалена до 224,5 кг. Зарядът е от модифициран кордит MD45 и се състои от 65% нитроцелулоза (13,1% азот), 30% нитроглицерин и 5% течен парафин (вазелин). Индексът 45 означава, че се използват снопчета барут с диаметър 45×0,01 = 0,45 дюйма или 11,43 мм. След 1930 г. се използва зарядът SC280 с маса 224,5 кг. Кордитът SC (на английски: Solventless Cordite или Solventless Carbamite) се състои от 49,5% нитроцелулоза (12,2% азот), 41,5 % нитроглицерин и 9% карбамид. Индексът 280 означава използване на снопчета барут с диаметър 280×0,001 = 0,28 дюйма или 7,112 мм. Всички заряди се състоят от 6 части кордит. Това позволява да се използва намален метателен заряд за учебна стрелба и обстрел на брега.
Бронебойният снаряд (на английски: APC – Armour-Piercing Capped или просто на английски: AP – Armour-Piercing) има маса 929 кг. Състои се от балистичен наконечник, макаровско бронебойно калпаче, корпус (чаша)]] и заряд с взривател. Балистичният наконечник има радиус на ожевалото от 6 калибра (на английски: 6 c.r.h.) – 2436 мм. Снарядната чаша има относително удължение (съотношението дължина на нос към неговия диаметър) 1,4. В заряда вместо традиционния за британските снаряди шелит е използван 25,4-кг (51,2-фунтов) заряд тринитротолуол.
За отстраняване на проблема с биенето на късия снаряд в канала на ствола е предложен снаряд с маса 1021 кг (2250 фунта). Заряд от 229,5 кг кордит марка „SC381“ трябва да му даде начална скорост от 785 м/с и достигане на далечина на стрелбата от 37 030 м при ъгъл на възвишение от 40°. Обаче поради финансови трудности в началото на 1930-те години това предложение не е реализирано.
В края на 1942 – началото на 1943 г. е внедрен модифициран снаряд (т.нар. „K-shell“). За различаването на плясъците от снарядите при групова стрелба на корабите в него е добавен контейнер с боя, украсяваща плясъка. Контейнерът заедно с боята и собствен взривател е разположен под балистичното калпаче. Масата на снаряда при това нараства до 934,1 кг. Снарядите на „Родни“ имат червена боя, снарядите на „Нелсън“ не се оцветяват. Стойността на триоръдеен залп през 1937 г. съставлява 700 фунта стерлинги.
| Характеристики на 406-мм снаряди                           | Характеристики на 406-мм снаряди | Характеристики на 406-мм снаряди |
| ---------------------------------------------------------- | -------------------------------- | -------------------------------- |
| Характеристика                                             | бронебоен Mark IB                | фугасен                          |
| Маса, кг                                                   | 929                              | 929                              |
| Маса на заряда, кг                                         | 23,2 TNT                         | н/д                              |
| Дължина, мм                                                | 1682                             | 1929                             |
| Начална скорост, м/с (ново оръдие без износване на ствола) |                                  |                                  |
| Нарезка Mk I                                               | 788                              | 788                              |
| Нарезка Mk II                                              | 797                              | 797                              |
| Налягане в канала на ствола, кг/см²                        |                                  |                                  |
| Нарезка Mk I                                               | 3150                             | 3150                             |
| Нарезка Mk II                                              | 3355                             | 3355                             |

При влизането в строй боезапасът на линкорите има само от един тип снаряд – бронебоен. По проект боезапасът трябва да бъде 95 бронебойни и 10 учебни снаряда на ствол. Боезапасът в мирно време съставлява 80 снаряда на ствол. Във военно време максималният боезапас съставлява 100 бронебойни снаряда и 10 учебни. По проект за „G3“ боезапасът на ствол трябва да бъде 80 бронебойни, 20 СРС (полубронебойни с наконечник), 6 шрапнелни, 10 учебни снаряда и 100 заряда към тях. От средата на 1943 г. в щатния комплект започват да влизат фугасните снаряди и оттогава боезапасът съставлява 95 бронебойни и 5 фугасни снаряда.
Фугасният снаряд първоначално има взривател, разположен под балистичното калпаче, обаче тази конструкция се оказва неудачна и води до чести невзривявания на снарядите. Всички снаряди от този тип са иззети от експлоатация през 1943 г. след бомбардировката на „Родни“ по фреската брегова батарея около Оран при десанта на съюзниците в Северна Африка. По-късния снаряд получава взривател на носа на снаряда и нов балистичен наконечник.
| Таблица на стрелбата и бронепробиваемост за бронебойния снаряд с маса 929 кг с начална скорост 770 м/с | Таблица на стрелбата и бронепробиваемост за бронебойния снаряд с маса 929 кг с начална скорост 770 м/с | Таблица на стрелбата и бронепробиваемост за бронебойния снаряд с маса 929 кг с начална скорост 770 м/с | Таблица на стрелбата и бронепробиваемост за бронебойния снаряд с маса 929 кг с начална скорост 770 м/с | Таблица на стрелбата и бронепробиваемост за бронебойния снаряд с маса 929 кг с начална скорост 770 м/с | Таблица на стрелбата и бронепробиваемост за бронебойния снаряд с маса 929 кг с начална скорост 770 м/с | Таблица на стрелбата и бронепробиваемост за бронебойния снаряд с маса 929 кг с начална скорост 770 м/с | Таблица на стрелбата и бронепробиваемост за бронебойния снаряд с маса 929 кг с начална скорост 770 м/с | Таблица на стрелбата и бронепробиваемост за бронебойния снаряд с маса 929 кг с начална скорост 770 м/с | Таблица на стрелбата и бронепробиваемост за бронебойния снаряд с маса 929 кг с начална скорост 770 м/с |
| Ъгъл на подем на оръдието                                                                              | Далечина                                                                                               | Далечина                                                                                               | Време на полета, с                                                                                     | Скорост на падане, м/с                                                                                 | Скорост на падане, м/с                                                                                 | Ъгъл на падане                                                                                         | Бронепробиваемост, мм                                                                                  | Бронепробиваемост, мм                                                                                  | |
| | м | ярда                                                                                                   | Време на полета, с                                                                                     | м/с | фута/с                                                                                                 | Ъгъл на падане                                                                                         | борд                                                                                                   | палуба                                                                                                 | |
| --- | --- | --- | --- | --- | --- | --- | --- | --- | --- |
| 2,3°                                                                                                   | 4570                                                                                                   | 5000                                                                                                   | 6,32                                                                                                   | 685 | 2248                                                                                                   | 2,5°                                                                                                   | | | |
| 5,1°                                                                                                   | 9140                                                                                                   | 10 000                                                                                                 | 13,42                                                                                                  | 608 | 1996                                                                                                   | 5,9°                                                                                                   | | | |
| 8,5°                                                                                                   | 13 720                                                                                                 | 15 000                                                                                                 | 21 | 542 | 1778                                                                                                   | 10,2°                                                                                                  | 366 | 50 | |
| 12,5°                                                                                                  | 18 290                                                                                                 | 20 000                                                                                                 | 31,05                                                                                                  | 490 | 1606                                                                                                   | 16,5°                                                                                                  | 310 | 72 | |
| 17,5°                                                                                                  | 22 860                                                                                                 | 25 000                                                                                                 | 41,87                                                                                                  | 453 | 1486                                                                                                   | 24,6°                                                                                                  | 261 | 99 | |
| 23,7°                                                                                                  | 27 430                                                                                                 | 30 000                                                                                                 | 54,65                                                                                                  | 436 | 1431                                                                                                   | 33,5°                                                                                                  | 224 | 130 | |
| 32,4°                                                                                                  | 32 000                                                                                                 | 35 000                                                                                                 | 70,95                                                                                                  | 443 | 1453                                                                                                   | 43,7°                                                                                                  | 193 | 165 | |
| 39,2°                                                                                                  | 34 290                                                                                                 | 37 500                                                                                                 | 82,84                                                                                                  | 458 | 1503                                                                                                   | 50,5°                                                                                                  | | | |
| 40° | 34 750                                                                                                 | 38 000                                                                                                 | | — | — | — | — | — | |

## Проблеми при експлоатацията
През юли 1927 г. на „Родни“, по време на инспекция, е открито повишено износване на пътечките на куполните лагери. По-късно аналогичен проблем е открит и при „Нелсън“. Проблемът се заключава в това, че теглото на кулата е над разчетното, и при въртене на кулата възниква по-голям натиск върху пътечките, което особено рязко се проявява при вълнение. Първата стъпка в борбата с този проблем е ограничаване на скоростта на въртене на кулите. Решено е да се добави специална вертикална пътека с крепежи за допълнителни лагери на въртящата се част на кулите (следва да се отбележи, че такова ложе има в първоначалния проект за кулите за „G3“). Поставянето на лагерите заема година – от август 1928 г. до октомври 1929-а. Решението е удачно и позволява да се свали първоначалното ограничение на скоростта на въртене на кулите.
През май 1934 г. „Нелсън“, за първи път, провежда продължителна стрелба с главния калибър (произведени са 16 залпа). Проявяват се редица проблеми. При стрелбата от кули „A“ и „B“ право по носа се поврежда палубното оборудване и настилът на палубата, а в подпалубните помещения е невъзможно да се стои. Подобни явления възникват и при стрелба на кула „X“ по кърмовите ъгли – поврежда се надстройката. През декември 1934 г. е събрана специална конференция с участието на учени и специалисти на учебния артилерийски кораб HMS „Excellent“. Там е прието решението да се ограничат ъглите на обстрел, а на надстройката да се поставят специални защитни щитове.

## Употреба в бой

### Начало на Втората световна война
От началото на войната линкорите „Родни“ и „Нелсън“ осъществяват прикритието на своите леки сили и безуспешно се опитват да прихващат немските рейдери. Пречи им малката скорост и лошата видимост в условията на Атлантика. Успешните действия на германските рейдери по прихващане на конвои принуждават англичаните да използват тежки кораби, в т.ч. линкоририте от типа „Нелсън“, за защита на конвоите.
През май 1941 г. към просторите на Атлантика започват своя пробив немският линкор „Бисмарк“ и крайцерът „Принц Ойген“. По време на боя в Датския пролив „Бисмарк“ успява да потопи британския „Худ“. Обаче британският флот разгръща широкомащабна операция за прихващане на германските кораби. Благодарение на успешната атака на торпедоносци от „Арк Роял“, „Бисмарк“ не успява да се изплъзне от преследвачите във Франция. За прихващането на повредения германски линкор е използван и „Родни“, намиращ се по това време в охраната на плаващ за САЩ конвой.

### Ловът на „Бисмарк“
През деня на 26 май 1941 г., когато линкорът „Родни“ плава в състава на далечното съпровождане на конвоя, насочващ се към САЩ, той получава заповедта на адмирал Джон Тови да се присъедини към линкора „Кинг Джордж V“ и участва в операцията за унищожаване на немския линкор „Бисмарк“. Към това време „Бисмарк“ има повреди, получени в боя в Датския пролив, и заклинени рули след попадения на авиационно торпедо от самолети на самолетоносача „Арк Роял“. Корабът се управлява само с помощта на машините и може да поддържа 7-възлов ход срещу вълните в северозападно направление.
„Родни“ се присъединява към „Кинг Джордж V“ вечерта на 26 май, и корабите на пълна пара (доколкото това позволяват износените машини на „Родни“ – бързайки за срещата с „Кинг Джордж V“, той само понякога успява да развие максималната скорост от 21 възела) се насочват насреща на „Бисмарк“. Сутринта на 27 май, в 7:53 от крайцера „Норфолк“ постъпва съобщение за откриването на „Бисмарк“. Той плава насреща към английските кораби. От североизток духа шестбален вятър, но видимостта е отлична. На английските кораби може да им попречи дима от собствените комини, но за сметка на това „Бисмарк“ не може да се възползва от димзавеса.
В 7:08 английският адмирал Тови, държащ флага си на „Кинг Джордж V“, предава разпореждане на „Родни“, че той може да действа самостоятелно. Английските кораби плават в разкъсан строй, на разстояние 8 кабелтови. В 8:43 немският линкор е засечен от „Родни“ отдясно по носа на курс 115 градуса, на дистанция около 12 морски мили (22,5 км). Корабите откриват огън практически едновременно. В 8:47 „Родни“ открива огън от двете предни кули на разстояние около 11,5 мили (21,56 км). След минута към него се присъединява „Кинг Джордж V“, а в 8:49 ответен огън, от двете си носови кули, открива „Бисмарк“. Немският линкор избира за своя цел „Родни“ и постига накриване при втория залп – един от снарядите ляга на разстояние 20 метра от борда на британския линкор. „Родни“ незабавно предприема маневра за отклонение, и последващите залпове на немския линкор дават голямо прехвърляне, след това недолитат и няколко последващи прехвърляния.
Огънят на британските линкори е не по-малко точен. В 8:50 „Родни“ с третия си залп покрива „Бисмарк“, достигайки попадение с един снаряд. В 8:57 406-мм снаряд на „Родни“ изважда от строй кула „Anton“. Към 9:00 дистанцията на боя се съкращава до 80 кабелтови (14,85 км). Към това време към обстрела на немския линкор се включват английските крайцери „Норфолк“ (в 8:54) и „Дорсетшир“ (около 9:04). В 9:03 „Кинг Джордж V“ дозавива надясно, и скоро е последван от „Родни“. По същото време, в 9:02 – 9:03, снаряд уцелва „Бисмарк“ в кулата „Bruno“, пробивайки бронята и отнасяйки зад борда кърмовата стена на кулата. Практически едновременно, от снаряд на един от британските крайцери, е изведен от строй централния пост за управление на огъня, намиращ се на предната мачта. От същия снаряд са убити или ранени болшинството от членовете на щаба на Лютиенс. След 10 минути е изваден от строй носовият пост за управление на огъня, а още след 6 минути (в 9:13) – кърмовият. „Бисмарк“ в резултат остава без централизирана система за управление на огъня. Към 9:15 „Родни“ дава 37 залпа, постигайки примерно 6 попадения. „Кинг Джордж“ за същото време прави около 30 залпа, давайки 6 – 7 покрития.
Към това време корабите се разминават, и в 9:16 „Родни“ се обръща и ляга на обратен курс на север, плавайки на около 45 кабелтови (8,43 км) от „Бисмарк“. Адмирал Тови явно решава да запази „Кинг Джордж“ и го обръща 10 минути по-късно, на разстояние около 60 кабелтови (11,25 км) от „Бисмарк“. В течение на 5 минути, от 9:15 до 9:20, „Бисмарк“ от кърмовите си кули води огън по „Кинг Джордж“, но след това пак пренася огъня по „Родни“. В 9:20 на „Бисмарк“ замлъква кула „Dora“. К този момент ефективността на огъня от „Кинг Джордж“ видимо намалява, тъй като за 30 минути излиза от строя носовата четириоръдейна кула. Основната роля продължава да играе „Родни“. В 9:30 замлъква последната кула на „Бисмарк“ – „Caesar“. „Родни“ завива надясно и пресича курса на „Бисмарк“ на разстояние около 15 – 20 кабелтови (2,8 – 3,75 км), продължавайки да го обсипва със снаряди. Към 9:40 на „Бисмарк“ прекратяват огъня както главният, така и средният калибри. Към 10:00 „Кинг Джордж“ доближава на 15 кабелтови (2,8 км) и дава по „Бисмарк“ 8 залпа с право мерене. Във финалната част на боя огънят на британските кораби е малкоефективен, тъй като 320-мм главен пояс на „Бисмарк“ и 110-мм скос на палубата са еквивалентни на 600 – 700 мм, и вероятността да бъдат пробити под ъгъл, значително различаващ се от 90 градуса, е малка. Към това при стрелбата с право мерене снарядите попадат в надводната част на корпуса, и „Бисмарк“ лошо поема вода. Запасът гориво на британските линкори към това време е катастрофално малко, за това Тови, в 10:15, издава заповед да се прекрати огънят и да се поеме курс към базата, оставяйки правото да довършат горящия и загубил ход „Бисмарк“ на крайцерите и разрушителите. След попадения на три торпеда от „Дорсетшир“ на „Бисмарк“ детонира кърмовия боезапас, линкорът влиза с кърмата напред във водата и, преобръщайки се с дъното нагоре, в 10:39 отива на дъното, потъвайки в точката с координати 48°10′ с. ш. 16°12′ з. д. / 48.166667° с. ш. 16.2° з. д., на 400 мили от брега на Франция. В първия час на финалния бой срещу „Бисмарк“ „Родни“ води стрелба, еквивалентна на 1,5 залпа в минута. На протежение целия бой скорострелността съставя 1,6 изстрела в минута при стрелба с полузалпове (в два полузалпа съответно по 4 и 5 оръдия) и 1,1 изстрела в минута при стрелба с пълен борд в края на битката. При това огневата производителност съставя за полузалповата стрелба 77% и за пълнозалповата 62% от теоретичната. Тези стойности на огневата производителност са предизвикани от технически проблеми.
Отбелязани са незначителни проблеми, свързани с механични откази и грешки при подаването на боезарядите. Най-много проблеми има с кула „A“. Дясното оръдие пропуска 11-я залп поради проблем с механизма за затваряне на затвора, а след това, след 65-я залп, в тласкателя-подемник се заклинва снаряд, и оръдието повече не стреля. Тази повреда е отстранена едва 12 часа след края на боя. В допълнение средното оръдие на тази кула пропуска 2 залпа поради забавяния при подаването и пропуска всички залпове от 64-я до 88-я поради механични повреди. Лявото оръдие пропуска 10 залпа и не стреля след 97-я залп поради технически проблеми. Средното оръдие на кула „B“ пропуска 4-я залп поради засечка и пропуска 5 или 6 залпа в последните 7 минути на боя. Лявото оръдие на кула „B“ пропуска няколко залпа в резултат на грешки при подаването. На кула „X“ са отбелязани само две заяждания, което предизвиква незначителни забавяния в стрелбата.
Основната роля в потопяването на „Бисмарк“ изиграва артилерията на „Родни“, която, независимо от известните проблеми, се показва много по-надеждна от 356-мм оръдия на новия линкор „Кинг Джордж V“, на който известно време стреля само носовата двуоръдейна кула. За половин час, преодолявайки съпротивата на най-новия германски линкор, британските кораби отмъщават за гибелта на „Худ“ в Датския пролив.
| Данни по оръдията на линкора „Родни“ по време на лова на „Бисмарк“ от 4 до 30 май 1941 г. | Данни по оръдията на линкора „Родни“ по време на лова на „Бисмарк“ от 4 до 30 май 1941 г. | Данни по оръдията на линкора „Родни“ по време на лова на „Бисмарк“ от 4 до 30 май 1941 г. | Данни по оръдията на линкора „Родни“ по време на лова на „Бисмарк“ от 4 до 30 май 1941 г. | Данни по оръдията на линкора „Родни“ по време на лова на „Бисмарк“ от 4 до 30 май 1941 г. | Данни по оръдията на линкора „Родни“ по време на лова на „Бисмарк“ от 4 до 30 май 1941 г. | Данни по оръдията на линкора „Родни“ по време на лова на „Бисмарк“ от 4 до 30 май 1941 г. | Данни по оръдията на линкора „Родни“ по време на лова на „Бисмарк“ от 4 до 30 май 1941 г. | Данни по оръдията на линкора „Родни“ по време на лова на „Бисмарк“ от 4 до 30 май 1941 г. | Данни по оръдията на линкора „Родни“ по време на лова на „Бисмарк“ от 4 до 30 май 1941 г. |
| Оръдие / кула                                                                             | Заводски №                                                                                | Тип нарезка                                                                               | ЭПЗ 4 мая 1941                                                                            | Износване                                                                                 | Износване                                                                                 | ЕПЗ към 30 май 1941                                                                       | Износване                                                                                 | Износване                                                                                 | Изстрели 4 – 30 май 1941                                                                  |
| Оръдие / кула                                                                             | Заводски №                                                                                | Тип нарезка                                                                               | ЭПЗ 4 мая 1941                                                                            | мм                                                                                        | дюймове                                                                                   | ЕПЗ към 30 май 1941                                                                       | мм                                                                                        | дюймове                                                                                   | Изстрели 4 – 30 май 1941                                                                  |
| ----------------------------------------------------------------------------------------- | ----------------------------------------------------------------------------------------- | ----------------------------------------------------------------------------------------- | ----------------------------------------------------------------------------------------- | ----------------------------------------------------------------------------------------- | ----------------------------------------------------------------------------------------- | ----------------------------------------------------------------------------------------- | ----------------------------------------------------------------------------------------- | ----------------------------------------------------------------------------------------- | ----------------------------------------------------------------------------------------- |
| Ляво, кула A                                                                              | 12                                                                                        | Mk I                                                                                      | 129 8/16                                                                                  | 10,6                                                                                      | 0,4175                                                                                    | 165 8/16                                                                                  | 11,3                                                                                      | 0,445                                                                                     | 36                                                                                        |
| Средно, кула A                                                                            | 14                                                                                        | Mk I                                                                                      | 118 2/16                                                                                  | 10,0                                                                                      | 0,3935                                                                                    | 168 2/16                                                                                  | 11,3                                                                                      | 0,445                                                                                     | 50                                                                                        |
| Дясно, кула A                                                                             | 16                                                                                        | Mk I                                                                                      | 127 10/16                                                                                 | 10,8                                                                                      | 0,424                                                                                     | 149 10/16                                                                                 | 11,1                                                                                      | 0,436                                                                                     | 22                                                                                        |
| Ляво, кула B                                                                              | 1                                                                                         | Mk II                                                                                     | 25                                                                                        | 2,7                                                                                       | 0,1075                                                                                    | 70                                                                                        | 6,4                                                                                       | 0,25                                                                                      | 45                                                                                        |
| Средно, кула B                                                                            | 23                                                                                        | Mk I                                                                                      | 20 10/16                                                                                  | 2,9                                                                                       | 0,113                                                                                     | 67 10/16                                                                                  | 6,7                                                                                       | 0,2635                                                                                    | 47                                                                                        |
| Дясно, кула B                                                                             | 25                                                                                        | Mk II                                                                                     | 17 4/16                                                                                   | 2,2                                                                                       | 0,085                                                                                     | 69 4/16                                                                                   | 6,5                                                                                       | 0,256                                                                                     | 52                                                                                        |
| Ляво, кула X                                                                              | 28                                                                                        | Mk I                                                                                      | 41 12/16                                                                                  | 7,1                                                                                       | 0,2785                                                                                    | 85 12/16                                                                                  | 8,2                                                                                       | 0,321                                                                                     | 44                                                                                        |
| Средно, кула X                                                                            | 21                                                                                        | Mk I                                                                                      | 30 12/16                                                                                  | 3,9                                                                                       | 0,1555                                                                                    | 72 12/16                                                                                  | 6,9                                                                                       | 0,27                                                                                      | 42                                                                                        |
| Дясно, кула X                                                                             | 26                                                                                        | Mk I                                                                                      | 55                                                                                        | 8,9                                                                                       | 0,3515                                                                                    | 99                                                                                        | 8,9                                                                                       | 0,35                                                                                      | 44                                                                                        |

### В края на войната
В течение на войната 406-мм оръдия на британските линкори не участват повече в артилерийски дуели. Линкорите достатъчно активно са привличани към съпровождането на средиземноморски и северноатлантически конвои. По време на операция „Пиедестал“, през август 1942 г., „Родни“ даже води стрелба с главния калибър по торпедоносците на противника – плясъците от неговите снаряди карат противника да се държи на почтително разстояние.
Във втората половина на войната линкорите започват да се привличат за артилерийска поддръжка на десантите на съюзниците. На 8 ноември 1942 г. „Родни“ прикрива десанта на съюзниците в района на Оран и със своя огън подавя 240-мм брегова батарея на французите, стреляйки от разстояние около 17 мили (31,8 км). След това двата линкора участват в поддръжката на десанта в Сицилия. На 31 август 1943 г. те се занимават с обстрел на бреговите батареи при Реджо ди Калабрия. От 9 до 15 септември „Родни“ и „Нелсън“ в района на Салерно оказват артилерийска поддръжка на десанта, слязъл в Сицилия. През 1944 г., след натъкване на морска мина, „Нелсън“ отива за ремонт в САЩ, а „Родни“ оказва поддръжка със своя огън на войските на съюзниците по време на Нормандската операция. Към това време оръдията на линкора имат вече значително износване и се използват само в случай на крайна необходимост. „Родни“ е привличан към обстрела на позициите на немците на 8 и 18 юли 1944 г. по време на настъплението към Кан. На 12 август 1944 г. той със своя огън подавя бреговата батарея на остров Олдърни, прикриваща Ла Манш.
В периода август – септември 1944 г. „Родни“, след заминаването на значителна част от английския флот към Далечния Изток, участва в съпровождането на полярните конвои YW-59 и RA-59A. След като през ноември от английската авиация е изваден от строя немският линкор „Тирпиц“, необходимостта от прикриване на конвоите от тежки кораби отпада, и поради силното износване на машините и механизмите „Родни“, през декември 1944, е изваден в резерва и до края на войната престоява в Скапа Флоу, прекратявайки своята бойна дейност.
„Нелсън“, който се връща през април 1945 г. от ремонт във Филаделфия, се присъединява към Остиндийския флот и участва в обстрела на японските брегови укрепления в Малая. След края на войната, през февруари 1948 г., „Нелсън“ е изваден в резерва, а през март 1948 г. е разоръжен и изпратен за разкомплектоване за метал. Последващата съдба на 406-мм оръдия е неизвестна.

## Оценка на проекта
| Характеристики на главния калибър на линкорите от началния период на Втората световна война (1941 г.) | Характеристики на главния калибър на линкорите от началния период на Втората световна война (1941 г.) | Характеристики на главния калибър на линкорите от началния период на Втората световна война (1941 г.) | Характеристики на главния калибър на линкорите от началния период на Втората световна война (1941 г.) | Характеристики на главния калибър на линкорите от началния период на Втората световна война (1941 г.) | Характеристики на главния калибър на линкорите от началния период на Втората световна война (1941 г.) | Характеристики на главния калибър на линкорите от началния период на Втората световна война (1941 г.) | Характеристики на главния калибър на линкорите от началния период на Втората световна война (1941 г.) | Характеристики на главния калибър на линкорите от началния период на Втората световна война (1941 г.) |
| Оръдие                                                                                                | 15″/42 Mark I                                                                                         | 16″/45 Mark I                                                                                         | 14″/45 Mark VII                                                                                       | 38 cm/52 SK C/34                                                                                      | 380 мм/45 Model 1935                                                                                  | 381 мм/50 Model 1934                                                                                  | 16″/45 Mark 6                                                                                         | 40 см/45 Type 03                                                                                      |
| --- | --- | --- | --- | --- | --- | --- | --- | --- |
| Държава                                                                                               | Великобритания                                                                                        | Великобритания                                                                                        | Великобритания                                                                                        | Германия                                                                                              | Франция                                                                                               | Италия                                                                                                | САЩ                                                                                                   | Япония                                                                                                |
| Калибър, мм                                                                                           | 381                                                                                                   | 406                                                                                                   | 356                                                                                                   | 380                                                                                                   | 380                                                                                                   | 381                                                                                                   | 406                                                                                                   | 410                                                                                                   |
| Дължина на ствола, калибри                                                                            | 42 | 45 | 45 | 52 | 45 | 50 | 45 | 45 |
| Година на разработване                                                                                | 1912                                                                                                  | 1922                                                                                                  | 1937                                                                                                  | 1934                                                                                                  | 1935                                                                                                  | 1934                                                                                                  | 1936                                                                                                  | 1914                                                                                                  |
| Година на приемане на въоръжение                                                                      | 1915                                                                                                  | 1927                                                                                                  | 1940                                                                                                  | 1939                                                                                                  | 1941                                                                                                  | 1940                                                                                                  | 1941                                                                                                  | 1921                                                                                                  |
| Кораб                                                                                                 | „Худ“                                                                                                 | „Нелсън“                                                                                              | „Кинг Джордж V“                                                                                       | „Бисмарк“                                                                                             | „Ришельо“                                                                                             | „Литорио“                                                                                             | „Вашингтон“                                                                                           | „Нагато“                                                                                              |
| Маса на ствола, т                                                                                     | 101,6                                                                                                 | 109,7                                                                                                 | 80,25                                                                                                 | 111                                                                                                   | 94,13                                                                                                 | 111,66                                                                                                | 97,23                                                                                                 | 101,6                                                                                                 |
| Тип укрепване на ствола                                                                               | тел                                                                                                   | тел                                                                                                   | цилиндри                                                                                              | цилиндри                                                                                              | цилиндри                                                                                              | цилиндри                                                                                              | цилиндри                                                                                              | тел                                                                                                   |
| Живучест на ствола, изстрела                                                                          | 335                                                                                                   | 200 – 250                                                                                             | 340                                                                                                   | 180 – 210                                                                                             | 200                                                                                                   | 110 – 130                                                                                             | 395                                                                                                   | 250 – 300                                                                                             |
| Маса на бронебойния снаряд, кг                                                                        | 879                                                                                                   | 929                                                                                                   | 721                                                                                                   | 800                                                                                                   | 890                                                                                                   | 885                                                                                                   | 1225                                                                                                  | 1020                                                                                                  |
| Начална скорост на снаряда, м/с                                                                       | 732 – 785                                                                                             | 788 – 797                                                                                             | 757                                                                                                   | 820                                                                                                   | 830                                                                                                   | 850                                                                                                   | 701                                                                                                   | 806                                                                                                   |
| Максимална далечина на стрелбата, км                                                                  | 33,38                                                                                                 | 37,4 – 38,1                                                                                           | 35,26                                                                                                 | 36,52                                                                                                 | 41,7                                                                                                  | 44,64                                                                                                 | 33,74                                                                                                 | 38,72                                                                                                 |
| Бронепробиваемост (мм), на далечина (км)                                                              | | | | | | | | |
| борд (0 км)                                                                                           | 687                                                                                                   | | 668                                                                                                   | | 748                                                                                                   | 814                                                                                                   | | |
| борд (9,144 км)                                                                                       | 422                                                                                                   | | 396                                                                                                   | 510 (на 10 км)                                                                                        | 630 (на 10 км)                                                                                        | | 597                                                                                                   | |
| борд (13,716 км)                                                                                      | 353                                                                                                   | 366                                                                                                   | 335                                                                                                   | | | | 520                                                                                                   | |
| палуба (22,86 км)                                                                                     | 121                                                                                                   | 99 | 102                                                                                                   | 104 (на 22 км)                                                                                        | 105 (22)                                                                                              | 73 (на 18 км)                                                                                         | 146                                                                                                   | |
| палуба (27,43 км)                                                                                     | 145                                                                                                   | 130                                                                                                   | 121                                                                                                   | 126 (на 27 км)                                                                                        | 138 (27)                                                                                              | 130 (на 28 км)                                                                                        | 194                                                                                                   | |

Оценката на специалистите за оръдията 16″/45 Mark I и триоръдейните кули Mark I са достатъчно сдържани. Те отбелязват, че 15-дюймовите оръдия Mark I обладават малко по-малка бронепробиваемост при по-добри параметри на скорострелност, надеждност, точност на стрелбата и живучест на ствола. Признато е, че изборът на лек снаряд с голяма начална скорост, води до повишеното износване на ствола и влошаване на показателите за кучност на боя, като се явява грешка. Отбелязва се, че за намалените показатели за кучността на стрелбата също способства използването на остарялата технология за укрепване на ствола с тел. Освен това при сравнение с японските и американските оръдия калибър 406 мм от онова време английското оръдие изглежда най-слабото по бронепробиваемост.
Независимо от всички свои недостатъци, оръдията 16″/45 Mark I са най-мощните в британския флот и по мощност не отстъпват на оръдията, поставени на линкорите на другите европейски страни. Главния калибър на линкора „Родни“ добре се показва при потопяването на „Бисмарк“ и се оказва по-надежден, отколкото по-новите 356-мм оръдия Mark VII на линкора „Кинг Джордж V“.
Недостатъците на дадените оръдия трябва да бъдат отстранени в конструкцията на 406-мм оръдия Mark II (след това Mark IV) и техните кули, разработвани за линкорите от типа „Лайън“. Обаче тези планове така и не са реализирани поради отмяната на построяването на новите линкори.
| Характеристики на кулите на главния калибър на линкори от началния период на Втората световна война (1941 г.) | Характеристики на кулите на главния калибър на линкори от началния период на Втората световна война (1941 г.) | Характеристики на кулите на главния калибър на линкори от началния период на Втората световна война (1941 г.) | Характеристики на кулите на главния калибър на линкори от началния период на Втората световна война (1941 г.) | Характеристики на кулите на главния калибър на линкори от началния период на Втората световна война (1941 г.) | Характеристики на кулите на главния калибър на линкори от началния период на Втората световна война (1941 г.) | Характеристики на кулите на главния калибър на линкори от началния период на Втората световна война (1941 г.) | Характеристики на кулите на главния калибър на линкори от началния период на Втората световна война (1941 г.) | Характеристики на кулите на главния калибър на линкори от началния период на Втората световна война (1941 г.) |
| Оръдие | 15″/42 Mark I                                                                                                 | BL 16″/45 Mark I                                                                                              | 14″/45 Mark VII                                                                                               | 38 cm/52 SK C/34                                                                                              | 380 мм/45 Model 1935                                                                                          | 381 мм/50 Model 1934                                                                                          | 16″/45 Mark 6                                                                                                 | 40 см/45 Type 03                                                                                              |
| --- | --- | --- | --- | --- | --- | --- | --- | --- |
| Държава | Великобритания                                                                                                | Великобритания                                                                                                | Великобритания                                                                                                | Германия | Франция | Италия | САЩ | Япония |
| Кораб | „Худ“ | „Нелсън“ | „Кинг Джордж V“                                                                                               | „Бисмарк“ | „Ришельо“ | „Литорио“ | „Вашингтон“                                                                                                   | „Нагато“ |
| Брой стволове                                                                                                 | 2 | 3 | 4 | 2 | 4 | 3 | 3 | 2 |
| Скорострелност на ствол, изстрела/минута                                                                      | 2 | 1,5 | 2 | 2,3 – 3 | 1,2 – 2,2 | 1,3 | 2 | 1,5 – 2,5 |
| Ъгъл на възвишение на стволовете, °                                                                           | −3/+30 | −3/+40 | −3/+40 | −5/+30 | −5/+35 | −5/+35 | /+45 | /+43 |
| Маса на въртящата се част, т                                                                                  | 894 | 1504 | 1557 | 1052 | 2476 | 1595 | 1460 | 1020 |
| Скорост на въртене, хоризонтална, °/с                                                                         | 2 | 4 | 2 | 5 | 5 | 6 | 4 | 3 |
| Скорост на подем на стволовете, °/с                                                                           | 5 | 10 | 8 | 6 | 5,5 | 6 | 12 | 5 |
| Вътрешен диаметър на барбета, м                                                                               | 9,3 | 11,43 | 12,19 | 10 | 13,3 | 13,19 | 11,35 | |
| Брониране на кулите, мм                                                                                       | | | | | | | | |
| Чело | 381 | 406 | 324 | 360 | 430 | 350 | 406 | 356 |
| Борд | 305 | 228 | 224 | 220 | 300 | 200 | 249 | 200 |
| Покрив | 127 | 184 | 149 | 130 | 195 | 200 | 178 | 270 |
| Барбет | 305 | 381 | 305 – 343 | 340 | 405 | 350 | 373 – 406 | 305 |
| Брониране на кораба, мм                                                                                       | | | | | | | | |
| Палуба | 51+76 | 171 | 136 | 80+95 | 170+40 | 45+150 | 37+140 | 145 |
| Борд | 305 | 356 | 381 | 320 | 330 | 70+280 | 305 | 305 |

## Коментари
1. ↑  Разчетна величина. В източника се указва, че е използвана американска формула за разчет. Видимо става дума за формулата на Натан Окун.
2. ↑  Тук и нататък всички мили са морски. 1 морска миля = 1,852 км.
3. ↑  На „Бисмарк“ има четири кули на главния калибър – две носови и две кърмови. Те имат обозначенията (започвайки от носовата) „Anton“, „Bruno“, „Caesar“ и „Dora“.
4. ↑  ЕПЗ – съкращение от „еквивалент пълни заряди“ – сумарния брой на пълните заряди, използвани при стрелба от оръдието от момента на монтиране. Пълният заряд за BL 16″/45 Mk I се състои от 6 части. Съществува техническа възможност за зареждане на оръдията с по-малко от 6 части. По време на учебни стрелби и стрелби по брега, като правило, се използват непълни (олекотени) заряди за намаляване износването на ствола.
5. ↑  Съотнасяйки данните по износването на ствола за 4 и 30 май, Кемпбъл указва на явната неточност в данните по оръдие №26.